# اللسان (الملاجم)

تعديل مصدري - تعديل

اللسان هي إحدى قرى عزلة ذى خير بمديرية الملاجم التابعة لمحافظة البيضاء، بلغ تعداد سكانها 440 نسمة حسب تعداد اليمن لعام 2004.